# Шёблом, Аксель
Аксель Шёблом (швед. Axel Sjöblom; 17 декабря 1882, Стокгольм — 10 октября 1951, Стокгольм) — шведский гимнаст, чемпион летних Олимпийских игр 1908 года.
На Играх 1908 года в Лондоне Сьёблом участвовал только в командном первенстве, в котором его сборная заняла первое место.